# Heinrich-von-Kleist-Realschule Heilbronn
Die Heinrich-von-Kleist-Realschule ist eine Realschule in Böckingen. Die Schule entstand in den 1960er Jahren durch die Umgliederung der Heilbronner Mittelschulen als Realschule West und wurde 1968 zunächst in der Heilbronner Zigarrenfabrik untergebracht. 1971 bezog die Schule einen Neubau am Kastanienweg 17 im Böckinger Wohngebiet Kreuzgrund, woraufhin die Schule nach dem „Käthchen-Dichter“ Heinrich von Kleist benannt wurde. Die Schule ist die einzige Schule im Kreuzgrund und wurde seit 2002 umfassend innen und außen modernisiert.
Die 2007 in der Zeitung Die Zeit erwähnte Schule wurde am 16. Juni 2008 mit „BoriS – Berufswahl-SIEGEL Baden-Württemberg“ ausgezeichnet. Wegen ihrer Fassadengestaltung erfolge im Juli 2011 eine Hugo-Häring-Auszeichnung und wurde daher auch auf competitionline. Wettbewerbe und Architektur aufgeführt ebenso auf WAr Architektenwettbewerbe.

## Geschichte

### Realschule West
Um zwischen der Volksschule (Hauptschule) und dem Gymnasium eine differenziertere Ausbildung zu ermöglichen, wurden in Heilbronn wie auch andernorts bereits im 19. Jahrhundert Mittelschulen und Oberrealschulen gegründet. Im Jahr 1827 wurden am Karlsgymnasium erstmals Realklassen eingerichtet, aus denen später vom Gymnasium losgelöst eine Oberrealschule entstand, die 1889 neue Räume an der Bismarckstraße (heutiges Robert-Mayer-Gymnasium) erhielt. 1906 wurden die unteren sechs Klassen in die Dammschule in der Dammstraße ausgelagert, aus der 1924 die Knabenmittelschule wurde. Im Jahr 1877 hatte man außerdem an der Schillerstraße bereits eine Mädchenmittelschule gegründet, aus der später die heutige Mörike-Realschule hervorging. Nach dem Zweiten Weltkrieg behielt man im Wesentlichen die hergebrachte Schulgliederung und die Trennung nach Geschlechtern bei: In der Dammschule war weiterhin die Knabenmittelschule untergebracht, während es für Mädchen die alte Mädchenmittelschule an der Schillerstraße gab, zu der 1962 noch die Helene-Lange-Mädchenmittelschule an der Weststraße kam. 1963 wurde außerdem eine private Abendrealschule eingerichtet. Zu jener Zeit wurden an den Heilbronner Mittelschulen knapp 2600 Schülerinnen und Schüler unterrichtet, so dass man im Aufbau einer neuen Mittelschule die Möglichkeit zur Entlastung der bestehenden Mittelschulen sah.
Im Jahr 1964 wurden vier Klassen aus der Knabenmittelschule in die Rosenauschule verlegt. Hinzu kamen Mädchen-Klassen aus der Mörike-Mädchen-Realschule und der Helene-Lange-Mädchen-Realschule. Aus diesen Klassen entstand die Realschule West, die als erste Heilbronner Realschule sowohl Knaben als auch Mädchen offenstand.

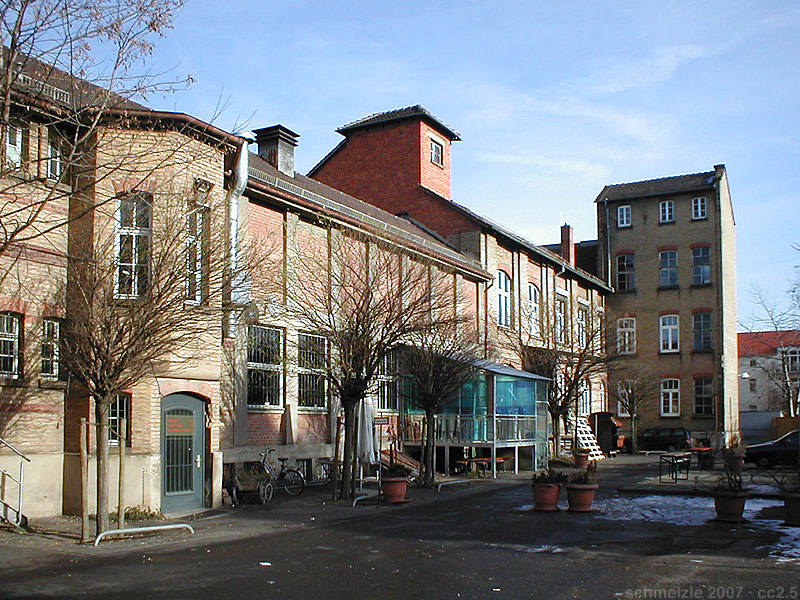
Die 1938 „arisierte“ Zigarrenfabrik der Familie Kahn diente seit Dezember 1968 als Realschule West

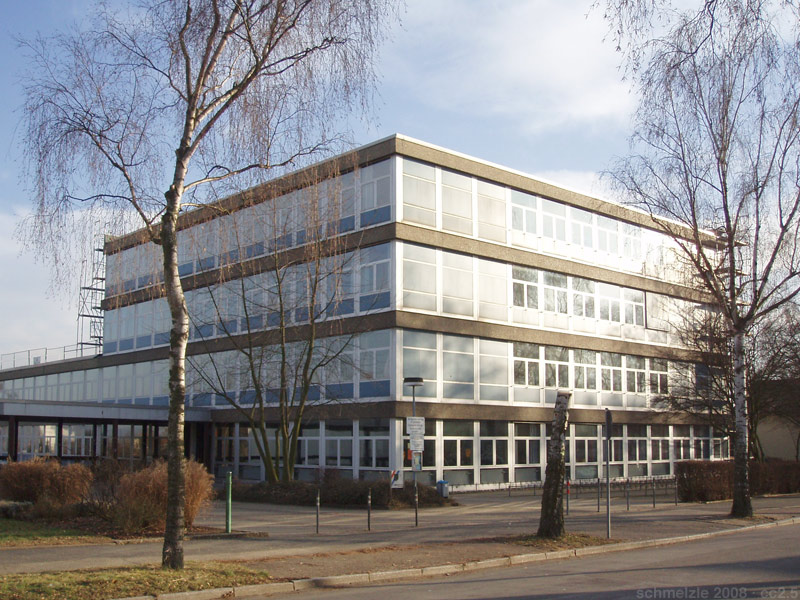
Der Neubau im Kreuzgrund hatte bis zum Umbau 2008 ursprünglich eine blau-metallene Fassade

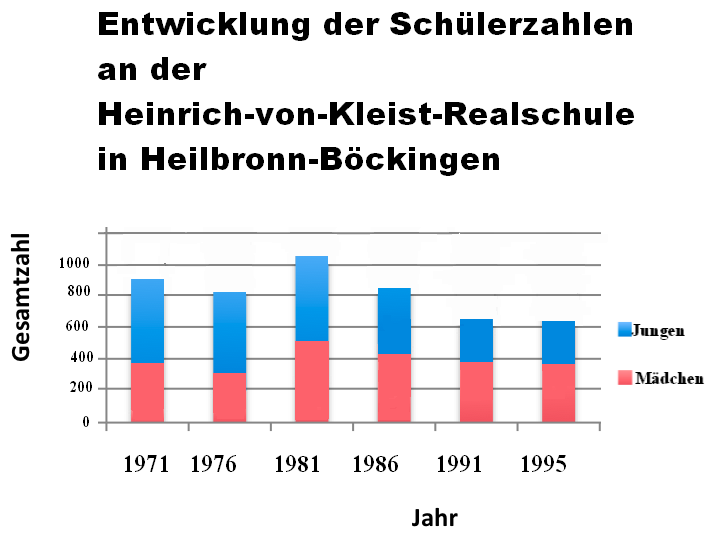
Entwicklung der Schülerzahl

Im Dezember 1968 wurde die Realschule West in einem eigenen Gebäude, und zwar in der ehemaligen Zigarrenfabrik Kahn in der Achtungstraße in der Nachbarschaft der Helene-Lange-Realschule untergebracht. Die Schüler wurden als die Fabrik- und Barackenschüler bezeichnet. Es herrschten dort große räumliche Mängel. So musste die Achtungsstraße zu Pausenzeiten gesperrt werden, weil diese zum Schul- bzw. Pausenhof wurde. Es wurde reklamiert, dass die meisten Schulräume zwar schön gestrichen waren, aber den ganzen Tag über elektrisches Licht brennen musste, das bei einer Außentemperatur von 24 Grad die Temperatur im Schulraum auf 31 Grad ansteigen ließ. Rasch gab es Planungen für einen Schulneubau in der außerhalb der Heilbronner Innenstadt auf Böckinger Markung liegenden Siedlung Kreuzgrund. Bereits im Juli 1969 wurde der geplante Baubeginn im April 1970 angekündigt.

### Heinrich-von-Kleist-Realschule seit 1971
Die Planungen für den Schulneubau gehen auf den Leiter des Heilbronner Hochbauamtes, Friedrich Otzmann, mit den Diplomingenieuren Drechsler und Werner sowie den Oberamtmann Mayer zurück. Weiterhin waren das Böckinger Statikbüro Professor Ritter und die Fachingenieure Hohl und Schweizer an den Planungen beteiligt. Der erste Spatenstich für die Realschule West erfolgte am 27. April 1970. Am 16. Juli 1970 stimmte der Heilbronner Gemeinderat dem Kostenvoranschlag zu und vergab den Bauauftrag an die Firma Böpple. Die Bauleitung hatte der Bauingenieur der Firma Böpple, Helmut Hannemann, inne. Der Auftrag umfasste die Ausführung von Schule, Pausenhalle, Forum und Hausmeisterwohnung für Baukosten von 6,3 Millionen Mark. Insgesamt flossen in den Schulneubau rund 11 Millionen Mark. Das Richtfest wurde am 26. Februar 1971 begangen. Am 14. September 1971 konnten die Schüler der Realschule West den Neubau im Kreuzgrund beziehen.
Die offizielle Einweihung der Schule fand am 21. Dezember 1971 statt, wobei der Heilbronner Gemeinderat beschlossen hatte, den Neubau dieser größten und schönsten Heilbronner Realschule nach dem Käthchendichter Heinrich von Kleist zu benennen. 1971 besuchten 894 Schüler in 25 Klassen die Heinrich-von-Kleist-Realschule.
Im Erdgeschoss der Schule wurde im Frühjahr 1972 als Gemeinschaftsprojekt der Stadtbücherei Heilbronn und der Schule eine Bibliothek mit einem Bestand von rund 5000 Büchern eingerichtet. Dies war die erste räumliche und bestandsmäßige Kombination von Schüler- und öffentlicher Bibliothek im Stadtkreis Heilbronn. Die Notwendigkeit für die Einrichtung einer öffentlichen Bibliothek wie auch sonstiger weiterer öffentlicher Nutzung der Schule wie z. B. durch die Volkshochschule lagen darin begründet, dass etwa zeitgleich mit dem Neubau auch die großen und nahen Böckinger Wohngebiete Längelter und Schanz entstanden waren, die den Böckinger Ortskern flächenmäßig übertrafen. Auf der Schanz ergänzte das etwa gleichzeitig mit der Realschule erbaute Schulzentrum am Kraichgauplatz mit einer Grund- und Hauptschule sowie dem Elly-Heuss-Knapp-Gymnasium das Schulspektrum im Nahbereich. Zeitweilig war der Zusammenschluss der Heinrich-von-Kleist-Realschule und der Schulen am Kraichgauplatz zu einer gemeinsamen Anstalt im Gespräch.
Der Höchststand der Schülerzahl an der Heinrich-von-Kleist-Realschule wurde im Schuljahr 1980/81 erreicht, als 1081 Schüler in 35 Klassen die Schule besuchten. In den 1980er Jahren erfolgte dann ein starker und anhaltender Rückgang der Schülerzahlen im gesamten Schulwesen, so dass im Schuljahr 1997/98 nur noch 682 Schüler in 26 Klassen die Schule besuchten. Erst nach der Jahrtausendwende stiegen die Schülerzahlen wieder an. Im Schuljahr 2006/2007 waren es 780 Schüler, im folgenden Schuljahr 2007/2008 waren 800 Schüler an der Realschule. Im Jahr 2018 waren es 720 Schüler, welche von 53 Lehrkräften unterrichtet wurden.
2002 wurde das Innere der über 30 Jahre alte Schule nach Plänen des Heilbronner Architekturbüros Müller nach modernsten technischen und energetischen Gesichtspunkten modernisiert. Es blieb jedoch nicht bei der Innenmodernisierung. In den Jahren 2008/2009 wurde auch die Fassade des Gebäudes nach Plänen von Müller erneuert, wobei anstelle der bisherigen metallenen und blauen Fassadenverblendungen neue Betonfertigteile mit einer Fassadenverkleidung aus Faserzementtafeln in braunen Naturtönen angebracht und auch alle Fenster ausgewechselt wurden. Außerdem wurde den seit dem Schulbau gesteigerten Sicherheitsanforderungen durch den Anbau eines zusätzlichen, externen Treppenhauses Folge geleistet. Die Fassadenerneuerung war im April 2009 abgeschlossen, die Gesamtkosten betrugen 2,9 Millionen Euro. Eine Sanierung der Turnhallenfassade soll folgen.
Mai 2010 wurde die Sanierung der Schule abgeschlossen. Die Kosten beliefen sich auf 3,62 Millionen Euro.

### Schulleiter
| Jahr                              | Schulleiter                | Bemerkung |
| --------------------------------- | -------------------------- | --- |
| 1964 bis 1966                     | Konrektor Hörbe            | Er war Pädagoge, der kommissarisch als Leiter der realschule West eingesetzt war und danach an der Realschule Obersulm in Willsbach tätig war |
| 1966 bis Sommer 1968              | Konrektor Gretz            | Gretz war Pädagoge, der kommissarisch als Leiter der Realschule West eingesetzt war und danach an der Helene-Lange-Realschule tätig war. In seiner Zeit als kommissarischer Leiter hat er sich für den Schulneubau eingesetzt. Später bemühte sich der Elternbeirat erfolglos darum, ihn als Rektor zu gewinnen. |
| Sommer 1968 bis 18. Dezember 1968 | Konrektor Karl Ortelt      | |
| 1968 bis 1976                     | Rektor Friedrich Sinzinger | Friedrich Sinzinger wurde am 13. April 1911 in Heilbronn geboren. 1930 absolvierte er die erste Dienstprüfung und war damals der jüngste Lehrer Württembergs. Im Jahre 1934 arbeitete er als Lehrer an der Knabenmittelschule in Heilbronn. 1936 machte er eine Segelflugausbildung. 1939 wurde er zur Wehrmacht einberufen und war als Stabsgefreiter bei der Flak tätig. Im Jahre 1947 arbeitete er erneut als Lehrer an der Knabenmittelschule. Im Jahre 1968 wurde er der erste Rektor der neuen Realschule West, damals im Gebäude der ehemaligen Zigarrenfabrik, nachdem die Schule zuvor nur kommissarisch von Konrektoren geleitet worden war. Im Jahre 1971 wurde er Rektor der Heinrich-von-Kleist-Realschule. Er war auch als Lokalhistoriker und als Sammler bekannt. 1974 übergab er seine mehrfach ausgezeichnete postgeschichtliche Sammlung über Heilbronn in die Sammlung der städtischen Museen, seine Darstellung des Themas und gleichzeitig Dokumentation der Sammlung wurde 1984 von den Städtischen Museen in einem Buch veröffentlicht. In den Jahren nach 1974 übergab er noch weitere Sammlungen zur Postgeschichte benachbarter Orte aus der Region Franken in den Bestand der Städtischen Museen Heilbronn. 1976 trat er in den Ruhestand. |
| 1976 bis 1988                     | Rektor Otto Kochendörfer.  | Otto Kochendörfer wurde 1930 in Stuttgart geboren. In Stuttgart, Zuffenhausen, Heidenheim, Mühlacker, Schöckingen, Benningen und Mittelbach arbeitete er als Lehrer. Seit 1960 war er Lehrer an der Knabenmittelschule in Heilbronn. Seit 1972 war er Rektor der Hölderlin-Realschule in Lauffen am Neckar. Seit 1974 arbeitete der Oberschulrat beim Staatlichen Schulamt in Heilbronn und war für das Realschulwesen zuständig. 1976 wurde er als Rektor der Heinrich-von-Kleist-Realschule eingesetzt. Ab 1983 war er außerdem als Vorsitzender des Heilbronner Künstlerbundes tätig. |
| 1988 bis 1990                     | Konrektor Knud Anders      | Im Januar 1989 zog ein vielversprechender Bewerber kurzfristig seine Bewerbung um die Rektorenstelle zurück, worauf erneut eine Ausschreibung der Stelle erfolgte. Konrektor Knud Anders führte daraufhin zwei Jahre die Amtsgeschäfte. |
| 5. März 1990 bis 31. Juli 2011    | Rektor Reinhard Keinert    | Reinhard Keinert wurde 1948 in Plieningen auf den Fildern geboren und studierte in Ludwigsburg und Schwäbisch Gmünd. In Waiblingen arbeitete er 15 Jahre lang als Pädagoge. Seit 1984 war er Konrektor an der Schickhardt-Realschule in Stuttgart. |
| 1. August 2011 bis 31. Juli 2018  | Rektorin Barbara Weißhardt | Zuvor an der Heinrich-von-Kleist-Realschule als Konrektorin tätig gewesen. |
| Ab 1. August 2018                 | Rektorin Melanie Haußmann  | Zuvor an der Heinrich-von-Kleist-Realschule als Konrektorin tätig gewesen. |

## Gebäude
Die Schule ist ein rechteckiges, im westlichen Teil vierstöckiges, ansonsten dreistöckiges Gebäude mit 25 Klassenräumen und 15 Fachräumen. Nach Norden führt ein überdachter Übergang zu der 21 × 45 Meter großen Turnhalle. Östlich der Turnhalle steht ein separater Bungalow als Hausmeisterwohnung, westlich der Schulgebäude liegen Sport- und Grünflächen.
Das Gebäude wurde mit einem weitgespannten Stützensystem gemäß einem Variablen System errichtet. Dieses System erlaubt es, nichttragende Trenn- und Leichtbauwände je nach Bedarf herauszunehmen oder einzusetzen, wobei diese Wände aus zweischaligen Gipskarton-Montagewänden bestehen. Dadurch können Räume beliebig vergrößert oder verkleinert werden. Ursprünglich war das Gebäude mit metallenen und blauen Elementen verkleidet, die man 2008/09 gegen besser isolierte Betonfertigteile in Naturbraun ersetzt hat.
Der schlechten Energiebilanz des Gebäudes versuchte man anfangs, durch ferngesteuerte Heizungen zu begegnen, um nicht genutzte Schulzimmer nicht unnötig zu beheizen, womit man 1982 auch Energieeinsparungen von rund 30 % erwirkte. Energetische Gesichtspunkte spielten auch bei der umfassenden Sanierung und Umgestaltung des Gebäudes in den Jahren 2002 bis 2008 eine bedeutende Rolle.

## Pädagogisches Angebot

### Arbeitsgemeinschaften
Die Böckinger Kleist-Schule bietet verschiedene Arbeitsgemeinschaften an. Bemerkenswert ist die Arbeitsgemeinschaft Umwelt, die im Jahre 1990 den zweiten Schüler-Umweltpreis der Arbeitgeberverbände erzielte. Die Arbeitsgemeinschaft befasste sich mit den Themen „Umwelt in der näheren Umgebung“ und „Reduzierung der Schadstoffemission von Autos am Beispiel Frankenbach“. 1992 wurde die Arbeitsgemeinschaft mit einem weiteren Preis ausgezeichnet.
Weiterhin gibt es an der Schule noch zwei Arbeitsgemeinschaften für Begabtenförderung. Die Schule war wegen dieser beiden Arbeitsgemeinschaften, die einzige im Schulamtsbezirk Heilbronn, die an einem Versuchsprogramm des baden-württembergischen Ministeriums für Kultus und Sport teilnehmen durfte.
Die Schule nimmt seit mehreren Jahren an dem Projekt der Heilbronner Stimme ZiSch – Zeitung in der Schule teil, bei dem redaktionelle Beiträge der örtlichen Tageszeitung von Schülern erstellt werden. Die Beiträge haben die Lebenswelt der Schüler zum Inhalt, Themen waren unter anderem Berufswunsch Tierärztin, Alltag in Kindertagesstätten, Ausgrenzung und Gruppenzwang, Verhütung, Selbstmorde unter Jugendlichen, Magersucht usw.
Die HvK nimmt als eine der ersten Schulen an der Kurs21-Lernpartnerschaft teil, wobei im Rahmen der Bildung eines neuen, mehrstufigen Systems zur Berufsorientierung das Unternehmen Kaufland der Schule bei der Berufsorientierung und Vorbereitung der Schülerinnen und Schüler auf die Ausbildung zur Seite steht.
Die HvK hat im Bereich „soziales Lernen“ im Jahre 2003 an einem Pilotprojekt mit der Akademie für Information und Management und der Stuttgarter Mehrwert-Agentur teilgenommen. 2006 verlieh Akademie-Geschäftsführer Harald Augenstein der HvK eine Urkunde für ihre Teilnahme an dem Mentorenprojekt „Schüler helfen Schülern“.
2007 erhielt die Schule als einzige Heilbronner Realschule eine Mensa, in der an zwei langen Schultagen jeweils ein Mittagstisch gereicht wird.
2007 wurde die Heinrich-Kleist-Realschule in der Zeitung Die Zeit erwähnt, als an ihrem Beispiel über das Themenorientierte Projekt Soziales Engagement berichtet wurde, an dem insgesamt 30.000 Schüler der 480 Realschulen in Baden-Württemberg teilnehmen.
Die Schule wurde am 16. Juni 2008 mit „BoriS – Berufswahl-SIEGEL Baden-Württemberg“ ausgezeichnet, weil sie ihren Schülern bei der Wahl eines Berufes geholfen hat. Gewürdigt wurden die Projekte zur Berufswahlorientierung, die Kooperation mit Betrieben und die Informationen über das Projekt BoriS.
Das Gebäude erhielt den kleinen Hugo-Häring-Preis.

## Sport
Die Schule betätigt sich seit längerem erfolgreich im Schulsport, wobei in der jüngeren Vergangenheit insbesondere die Fußballmannschaft der Mädchen und jungen Frauen bemerkenswert war, die 1997 und 1999 als Fußball-Kreissieger bei Jugend trainiert für Olympia abschloss. Im Jahre 2002 gewann die Mädchen-Fußballmannschaft der Kleist-Schule auch bei den Hallen-Schulamtsmeisterschaften den ersten Preis.
Preise der HvK
| Jahr | Turnier                                              | Teilnehmer und Preis |
| ---- | ---------------------------------------------------- | --- |
| 1973 | Oberschulamts-Meisterschaften im Turnen              | 1973 nahm die Kleist-Schule an den Oberschulamts-Meisterschaften im Turnen teil, wobei die Jungen der Böckinger Realschule im Wettkampf III – 1 mit 107,35 Punkten den ersten Platz vor dem Hohenlohe-Gymnasium Öhringen errangen.                                           |
| 1973 | Leichtathletik-Meisterschaften von Baden-Württemberg | 1973 hatte die Kleist-Schule an den Leichtathletik-Meisterschaften der Schulen von Baden-Württemberg teilgenommen und war die beste Realschule des Landes |
| 1979 | Jugend trainiert für Olympia                         | 1979 nahm die Kleist-Schule an den Bundesjugendspielen Jugend trainiert für Olympia in Berlin teil, wobei zwei Schülerinnen im Rudern den dritten Platz errangen |
| 1988 | Volleyball-Stadtmeisterschaften                      | Im Jahre 1988 war die Kleist-Schule doppelter Sieger bei den Volleyball-Stadtmeisterschaften |
| 1997 | Jugend trainiert für Olympia                         | Im Jahre 1997 nahm die Kleist-Schule an Jugend trainiert für Olympia teil, wobei die Schule Fußball-Kreissieger wurde. Es gewannen die Schülerinnen der Kleist-Schule von 13 bis 16 Jahren. Ebenfalls siegten die Schüler der Böckinger Schule und errangen den ersten Platz |
| 1999 | Jugend trainiert für Olympia                         | Im Jahre 1999 wurde die Kleist-Schule erneut Fußball-Kreissieger, wobei die Schülerinnen des Jahrgangs 1982–1985 im Wettkampf II gewannen |
| 2000 | Hallen-Schulamtsmeisterschaften für Mädchen          | Im Jahre 2000 errangen die Schülerinnen der Kleist-Schule den dritten Platz im Fußballturnier bei den Hallen-Schulamtsmeisterschaften für Mädchen in der Böllingertalhalle Biberach                                                                                          |
| 2002 | Hallen-Schulamtsmeisterschaften für Mädchen          | Im Jahre 2002 errangen die Schülerinnen der Kleist-Schule den ersten Platz im Fußballturnier bei den Hallen-Schulamtsmeisterschaften für Mädchen in der Böllingertalhalle Biberach                                                                                           |
| 2005 | Landesfinale Volleyball                              | Im Jahre 2005 errang die Jungen-Volleyballmannschaft Wettkampf II (1988–1991) der Kleist-Schule den dritten Platz beim Landesfinale im Volleyball in Konstanz |

## Rezeption
Das Schulgebäude diente mehrmals auch als Kulisse im Film Wer aufgibt ist tot. Im Film besucht die Tochter des Familienvaters Paul Lohmann (Bjarne Mädel) die Heinrich-von-Kleist-Realschule.